# 46702 Linapucci
46702 Linapucci este un asteroid din centura principală de asteroizi.

## Descriere
46702 Linapucci este un asteroid din centura principală de asteroizi. A fost descoperit pe 28 februarie 1997 la Montelupo de Maura Tombelli și Giuseppe Forti. Asteroidul prezintă o orbită caracterizată de o semiaxă mare de 2,29 ua, o excentricitate de 0,14 și o înclinație de 6,1° în raport cu ecliptica.